# خيري عبد الجواد
خيري عبد الجواد (1960-2008) كاتب وروائي مصري، نشر أول قصة قصيرة له في 1980، وله أكثر من عشرة أعمال في القصة والرواية، نشر مجموعته القصصي الأولى «حكايات الديب رماح» في نهاية الثمانينيات وأصدر بعدها عدة روايات منها «كتاب التوهمات»، و«حرب أطاليا»، و«العاشق والمعشوق»، و«كيد النساء» و«يومية هروب».
إضافة إلى القصة والرواية كان مهتمًا بتحقيق السير الشعبية وصدر له في معرض القاهرة للكتاب سيرة شعبية مجهولة للفيلسوف الطبيب ابن سينا، وسيرة شعبية للظاهر بيبرس في أربعة مجلدات.
توفي الكاتب خيري عبد الجواد في يوم الثلاثاء 24 يناير 2008 في القاهرة عن عمر ناهز 47 عامًا، بعد دخولة في غيبوبة قبل أيام بسبب مضاعفات مرض السكري. نُشرت بعض أعماله بعد وفاته.

## مؤلفات
- «حكايات الديب رماح»، قصة قصيرة، الهيئة المصرية العامة للكتاب، 1987.[5]
- كتاب التوهمات، الهيئة المصرية العامة للكتاب، 1992.[6]
- مسالك الأحبة، رواية، مركز الحضارة العربية، 1998.[7]
- العاشق والمعشوق: بين الصفات الوراثية والمخاطر الطبيعية، مركز الحضارة العربية، 1998، عدد الصفحات:105.[8]
- يومية هروب، مؤسسة الانتشار العربي، 2001، عدد الصفحات:104.[9]
- سيرة علي الزيبق المصري: السيرة الشعبية الأصلية، الهيئة المصرية العامة للكتاب، 2004.[10]
- حرب أطاليا، كتب عربية، 2005.[11]
- قرن غزال، سندباد للنشر والتوزيع، 2003، عدد الصفحات:81.[12]
- كيد النساء، دار الآداب، 2006، عدد الصفحات:159.[13]
- «نزهة المشتاق في حدائق الأوراق»، رواية، دار العين للنشر، 2008، عدد الصفحات:220.[14][15]
- حارة علي أبو حمد: قصص، دار نهضة مصر للطباعة والنشر والتوزيع، 2009.[16]
- سلك شائك، رواية، الدار المصرية اللبنانية، 2010.[17]
- القصص الشعبي - الجزء الثاني القصص الصوفي، الرد على الصوفية، منشورات الجمل، 2010، عدد الصفحات:479.[18]
- القصص الشعبي - الجزء الثالث مغازي الإمام علي، ثقافات الشعوب والثقافة الشعبية، منشورات الجمل، 2010، عدد الصفحات:608.[19]
- القصص الشعبي - الجزء الأول القصص الأنبيائي، ثقافات الشعوب والثقافة الشعبية، منشورات الجمل، 2010، عدد الصفحات:496.[20]
- القصص الشعبي: مختارات، منشورات الجمل - بيروت، 2010.[21]
- الجنى، رواية، مطبعة العروبة - القاهرة، 2012، عدد الصفحات:70.[22]